# Holyrood
Holyrood (schottisch-gälisch Taigh an Ròid, Scots Halyruid) ist ein Stadtteil der schottischen Hauptstadt Edinburgh. Er schließt sich direkt am Ende der Royal Mile im Osten an das Stadtzentrum an. 
Das Gebiet erhielt seinen Namen ursprünglich vom Chorherrenstift Holyrood Abbey (“holy rood”, schottisch für „Heiliges Kreuz“, Abtei des Heilgen Kreuzes), das 1128 von König David I. errichtet wurde, allerdings weit außerhalb der damaligen Stadt Edinburgh. Zwischen Edinburgh und Holyrood Abbey lag damals noch die Stadt Canongate. (Mit „canon“ in ihrem Namen sind Kanoniker gemeint.) 
Holyrood ist bekannt als Standort des Holyrood Palace, der Residenz des britischen Königs in Schottland. 
Für das schottische Parlament wurde hier ein modernes Parlamentsgebäude errichtet, und inzwischen wird das Parlament in der Presse auch einfach mit dem Metonym Holyrood bezeichnet, analog zu Westminster für das Parlament in London. Das Parlament liegt zwischen Calton Hill mit den Regierungsgebäuden (St. Andrew's House in der Regent Road) und dem großen Holyrood Park.

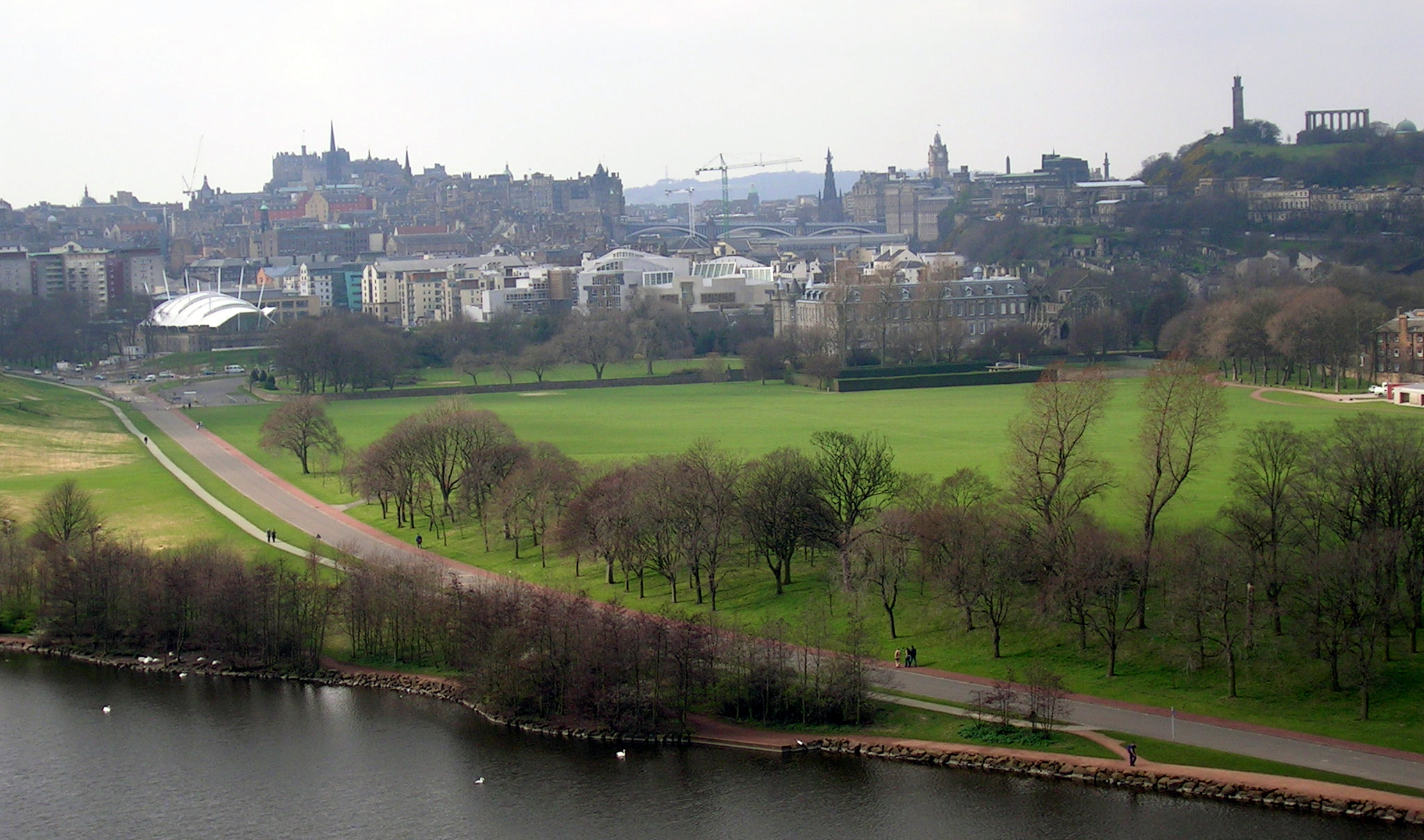
Holyrood, gesehen von Südosten